# عاشقی برای کریسمس
عاشقی برای کریسمس (به انگلیسی: Falling for Christmas) فیلمی محصول سال ۲۰۲۲ و به کارگردانی جانین دامین است. در این فیلم بازیگرانی همچون لیندزی لوهان، کورد اوراستریت، جک واگنر و الی لوهان ایفای نقش کرده‌اند.